# Old Mutual
Old Mutual plc (LSE OML:) és un grup empresarial internacional, dedicat al mercat de l'estalvi a llarg termini; els seus negocis inclouen assegurances, banca i gestió d'actius. Establert el 1845 a Sud-àfrica, actualment és una companyia llistada en l'índex FTSE 100, i les seves operacions estan presents en 33 països. La seva filial a Sud-àfrica és la segona empresa d'Àfrica, per darrere de la companyia petroliera algeriana Sonatrach. Des de 2006, és l'accionista majoritària de l'empresa sueca d'assegurances Skandia.